# Gomes Eanes de Zurara

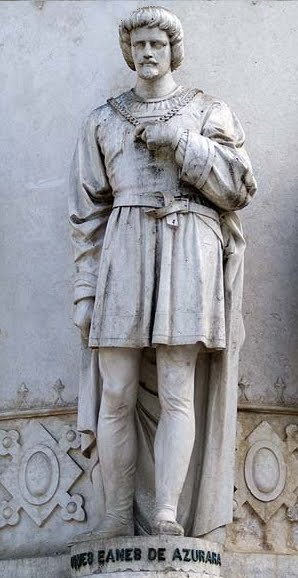
Estatua de Zurara en el pedestal del Monumento a Luís Vaz de Camões, realizada por Victor Bastos (plaza Luís de Camões, Lisboa)

Gomes Eanes de Zurara, o de Azurara,  (1410-1474) fue guarda-conservador de la biblioteca real de Portugal hacia el año 1451. Fue, tras Fernão Lopes, en 1454, guarda mayor (Guarda-Mor) de la Torre do Tombo. En 1467 se trasladó a Alcázar Seguer, con el fin de completar su crónica del conde  D. Eduardo de Meneses. 
En sus crónicas, Zurara se fija en la apreciación de las grandes figuras, haciendo muchas referencias al heroísmo y los hechos paradigmáticos, exaltando el valor de los personajes épicos de que se ocupa.
Mangualde tiene una escuela muy conocida en su honor (Escola EB 2,3 Gomes Eanes de Azurara).

## Obras
- 1450 -  Chronica del Rei D. Joam I de boa memória. Terceira parte em que se contam a Tomada de Ceuta  (Lisboa, 1644);
- 1453 -  Chronica do Descobrimento e Conquista da Guiné  (París, 1841);
- 1463 -  Chronica do Conde D. Pedro de Menezes  (en: Inéditos de Historia Portugueza, vol. II. Lisboa, 1792);
- 1468 -  Chronica do Conde D. Duarte de Menezes  (en: Inéditos de Historia Portugueza, vol. III. Lisboa, 1793);

- Datos: Q1377941
- Multimedia: Gomes Eanes de Zurara / Q1377941